# Papanteles
Papanteles (лат.) — род мелких наездников подсемейства Microgastrinae из семейства Braconidae (Ichneumonoidea).

## Распространение
Неотропика и Неарктика.

## Описание
Мелкие паразитические наездники. От близких родов отличается длинным яйцекладом, крупным гипопигием, грубо морщинистым проподеумом; I-й тергит брюшка почти в 2 раза длиннее своей ширины; II-й тергит вдвое шире длины. Жгутик усика 16-члениковый. Нижнечелюстные щупики 5-члениковые, нижнегубные щупики состоят из 3 сегментов. Дыхальца первого брюшного тергиты находятся на латеротергитах. Паразитируют предположительно на гусеницах бабочек.

## Классификация
Род был впервые выделен в 1981 году на основании типового вида Papanteles peckorum Mason, 1981 американским энтомологом Уильямом Ричардом Мейсоном. Papanteles принадлежит к подсемейству Microgastrinae.
- Papanteles peckorum Mason, 1981
- Papanteles virbius (Nixon, 1965)